# Robe (animal)
Pour les articles homonymes, voir Robe.

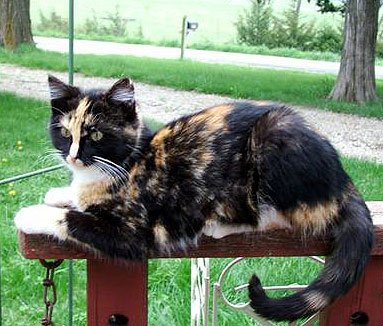
Chatte « écaille de tortue ».

La robe d'un animal consiste en la nature et la qualité de sa peau ou de sa pilosité. 
La robe d'un animal, ou pelage, est une caractéristique complexe avec des bases scientifiques. La couleur est influencée par des pigments comme la mélanine et la phéomélanine.  
La structure des poils varie, affectant la texture, et la fonction du pelage inclut l'isolation thermique, la camouflage et la protection. Les cycles de mue s'adaptent aux saisons, l'adaptation écologique peut influencer l'épaisseur du pelage, et la variabilité génétique, identifiée par des études, contribue à des différences intra et interspécifiques.
Chez les mammifères de compétition, l'état de la robe est jugé en plusieurs catégories. 
Ces catégories peuvent inclure les poils longs (jarre), portant les marques de la robe et les poils plus courts (bourre ou duvet) .
La robe indique la qualité de l'élevage.
Souvent, la robe est un facteur indispensable pour reconnaître une espèce ou une race.